# Liga Internacional Socialista
La Liga Internacional Socialista (LIS-ISL) es una organización política internacional de tendencia socialista revolucionaria y trotskista. La integran partidos y organizaciones nacionales de los cinco continentes.
La LIS fue fundada en una conferencia realizada en Barcelona, España, los días 24 a 26 de mayo de 2019. Dicha confluencia fue fruto del acercamiento entre las organizaciones que conformaban Anticapitalistas en Red - el Movimiento Socialista de los Trabajadores (MST) de Argentina y Marea Socialista de Venezuela, entre otros - y el Partido Socialista de los Trabajadores (SEP) de Turquía. Anticapitalistas en Red fue disuelta en una reunión el día previo a la conferencia fundacional de la LIS. Dicha conferencia reunió delegados de una veintena de países, que fundaron la nueva organización internacional y votaron un programa común.
En su programa, la LIS declara como su objetivo estratégico la construcción de “partidos revolucionarios y reconstruir una Internacional revolucionaria” para “lograr la derrota definitiva del capitalismo e iniciar así la construcción del socialismo a nivel mundial”.
Integrada por organizaciones que provienen de diversas tendencias y corrientes revolucionarias, la LIS propone un método de trabajo basado en la adhesión a un programa y estrategia revolucionaria, la intervención común en la lucha de clases mediante campañas internacionales y el apoyo mutuo en la construcción de organizaciones revolucionarias en cada país. A su vez, plantea mantener el respeto a las diversas tradiciones y trayectorias de las organizaciones nacionales que la integran, y de las diferentes tácticas y políticas de intervención que definan en cada país.
Desde su fundación, la LIS ha crecido incorporando nuevos partidos y fundando nuevos grupos, llegando a contar una presencia organizada en los cinco continentes. El primer congreso de la organización, programado para mayo de 2020, fue postergado por la pandemia de COVID-19 y está previsto para 2021.
Durante 2020, la LIS realizó dos encuentros internacionales virtual de la juventud el 20 de junio y el 13 de julio y dos conferencias internacionales, el 9 de agosto y el 12 de diciembre. Esta última, contó con la participación de organizaciones de más de 30 países, incluyendo Argentina, Pakistán, Australia, Turquía, Estados Unidos, Francia, Chile, Líbano, Bielorrusia, Irak, Brasil, Sahara Occidental, Estado Español, Rusia, Irán, Colombia, Venezuela, Reino Unido, Perú, Ucrania, Nicaragua, Suecia, Bolivia, Ecuador, Paraguay y Uruguay.
Según la resolución política de dicha conferencia, la LIS caracteriza la crisis económica y sanitaria del momento como una profunda crisis del capitalismo, que genera polarización política y social, rebeliones y revoluciones, abriendo espacio y oportunidades para la izquierda revolucionaria. Propone un programa socialista para salir de la crisis y hace un llamado a los revolucionarios del mundo a unirse en la lucha política y social y construir juntos partidos socialistas revolucionarios y una organización revolucionaria internacional para luchar por gobiernos de los trabajadores y los pueblos y un mundo socialista.

## Historia

### La escisión en el MST de Argentina
En junio de 2005, la división interna en el Movimiento Socialista de los Trabajadores (MST-Argentina), en aquel momento núcleo central de la Unidad Internacional de Trabajadoras y Trabajadores - Cuarta Internacional (UIT-CI), ya era bastante pronunciada, hasta el punto de que las dos facciones empezaron a publicar periódicos separados: "El Socialista" y "Alternativa Socialista".
En 2006 se produjo una escisión en el MAS-Argentina, con el siguiente resultado:
1. La facción minoritaria, liderada por Juan Carlos Giordano, que publicó "El Socialista", se retiró del MST-Argentina y fundó otra organización política: la Izquierda Socialista (Argentina), que seguirá siendo reconocida como la sección argentina de la UIT-CI; y
2. La facción mayoritaria, liderada por Alejandro Bodart, Celeste Fierro y Vilma Ripoll que publicó "Alternativa Socialista", por su parte, mantuvo el control del MST-Argentina, pero se quedó sin una organización trotskista internacional, pero luego sería el núcleo central de la Liga Internacional Socialista.

### La ruptura del MST-Argentina con el Secretariado Unificado
Entre el 24 de febrero y el 2 de marzo de 2018, el MST-Argentina participó como observador en el Congreso del Secretariado Unificado de la Cuarta Internacional (SU-CI) y, el 10 de marzo, publicó un documento exponiendo sus diferencias con el SU-CI.
Según el MST, muchas de sus diferencias con el SU-CI se derivan de sus distintas valoraciones del mundo tras la caída de la Unión Soviética.
Según el SU-CI, desde comienzos de los años 1990, el hundimiento de la URSS y de los países del Este, combinado a la globalización capitalista neoliberal, ha cerrado un ciclo histórico y ha inaugurado uno nuevo y esta nueva época lo exigía un nuevo programa y un nuevo partido.
Por su parte, el MST-Argentina reconoce que: "es evidente que los acontecimientos de la década del ’90 provocaron cambios enormes. Pero significaron un cambio de etapa, no de época". Y desde esta perspectiva, el MST-Argentina cree que: la época revolucionaría de crisis, guerras y revoluciones que se abrió a principios del siglo XX, sigue existiendo. La época reformista, donde el capitalismo todavía tenía algo para ofrecer, hubiera muerto con la I Guerra Mundial y no volvería. Por lo que todavía habría la necesidad imperiosa de la revolución socialista, dado que: la restauración capitalista en el tercio del planeta donde la burguesía había sido expropiada y la contrarrevolución económica que la ofensiva neoliberal descargó sobre los trabajadores del mundo entero no lograron abrir paso a un nuevo período de prosperidad capitalista y desarrollo sostenido de las fuerzas productivas. Por eso no sería apropiado hablar de una "nueva época".
Además, la crisis financiera de 2007-2008 hubiera terminado con las ilusiones de los que pronosticaron el triunfo definitivo del sistema capitalista. La resistencia de los trabajadores y demás explotados a los planes neoliberales; la crisis de los regímenes políticos, partidos y direcciones tradicionales que impulsaron dichos planes, y las revoluciones que se sucedieron en Latinoamérica y Medio Oriente en el siglo XXI, serían una demostración de que en los ’90 no se produjo una derrota de tal magnitud en la clase obrera que hubiera bloqueado toda perspectiva socialista en el futuro, imponiendo por décadas o más una correlación de fuerzas completamente favorable a los intereses de los explotadores, como creen los dirigentes del SU-CI.
Este punto de vista, defendido por los miembros del MST-Argentina, se deriva del hecho de que, según ellos: antes de la caída de la Unión Soviética, el estalinismo había destruido hacía ya muchísimo tiempo las conquistas logradas con la revolución socialista e impuesto un régimen dictatorial que, a las penurias económicas, le sumaba la represión constante y la falta de mínimas libertades democráticas.
Así que no habría sido la contrarrevolución triunfante lo que abrió paso a la restauración capitalista, sino una revolución democrática tras otra lo que terminó con el dominio del estalinismo en un tercio del planeta. Las confusiones en la conciencia que significaron esas décadas de dictadura estalinista y la ausencia de una dirección revolucionaria con peso de masas y reconocida a nivel internacional impidió capitalizar esa energía, evitar la restauración y direccionar el accionar de los trabajadores hacia un régimen de democracia obrera.
Así, según los miembros del MST-Argentina: la nueva etapa mundial que se abrió en los ’90 tuviera un signo contradictorio: por un lado positivo, por el logro extraordinario que significó terminar con el aparato contrarrevolucionario más nefasto que conoció la humanidad, el estalinismo; y por el otro lado negativo, porque el costo que se pagó fue altísimo: la restauración capitalista y el derrumbe en cadena de los estados obreros burocratizados.
Además, los miembros del MST-Argentina creen que, en la situación actual, existe una fuerte polarización, con fenómenos de todo tipo, tanto hacia la derecha como hacia la izquierda. Con cada vez menos espacio para los grises términos medios. Y aunque siguen existiendo dificultades y un gran atraso en la conciencia, muchas confusiones tienden lentamente a disiparse y cada día crecen las oportunidades para construir alternativas anticapitalistas amplias y también partidos revolucionarios. Lo que sigue siendo determinante frente a estas tareas es la actitud que deben tener los revolucionarios.
Esta apreciación de la realidad influiría fuertemente en el tipo de organización política que deberían construir los revolucionarios, por lo que los miembros del MST-Argentina discrepan de la tesis de la necesidad de construir un nuevo tipo de partido político, defendida por los miembros del SU-CI. Por eso los miembros del MST-Argentina siguen entendiendo que la Teoría de la Revolución Permanente y el Programa de Transición siguen estando vigentes. Por eso sería necesario construir, en todos los países, partidos revolucionarios de combate, dirigidos por militantes profesionales y con centralismo democrático, es decir: con la más amplia democracia interna, el derecho a organizarse en tendencias y fracciones, con formación de militantes sin dogmatismos y en la obligación de pensar y repensar libremente.
Por lo tanto, los miembros del MST-Argentina se oponen a las directivas del SU-CI de impulsar y ser parte de partidos anticapitalistas amplios con sectores reformistas y no la construcción de partidos leninistas.

### Anticapitalistas en Red
El 4 de mayo de 2018, el MST-Argentina publicó
1. un manifiesto llamado: "Un programa para movilizar a la clase trabajadora y el pueblo, derrotar a los gobiernos capitalistas y abrir rumbo al socialismo con democracia", al final del cual anunciaba que: "Estamos poniendo en pie una corriente internacional dispuesta a empalmar con quienes compartan esta estrategia de construir partidos revolucionarios y reconstruir una Internacional revolucionaria."[13]
2. Un documento llamado: "Nuestra visión del mundo. Nuestra estrategia", al final del cual, afirmaba que: "El curso sectario que tomaron primero la Liga Internacional de los Trabajadores - Cuarta Internacional (LIT-CI) y luego la UIT-CI nos decidió hace muchos años a encarar el desafío de intentar reagrupar a fuerzas revolucionarias detrás de una política correcta de intervención en la lucha de clases que, sin aislarnos de los procesos, nos permitiera construir de manera independiente nuestras organizaciones y relacionarnos con otros que pensaran similar a nosotros a nivel internacional. En el camino fuimos reencontrándonos con viejos camaradas, conociendo nuevos compañeros, afianzando relaciones más estrechas con algunos grupos y clarificando acuerdos y diferencias con otros."

[...]

"[...], nos proponemos poner nuestras energías en comenzar a construir un agrupamiento internacional entre todos los que en estos años fuimos construyendo lazos de confianza basada en acuerdos teóricos, políticos e intervenciones comunes en la lucha de clases. El punto de partida lo estamos dando al conformar Anticapitalistas en Red.

### Fundación Y Congresos de la Liga Internacional Socialista
Del 24 al 26 de mayo de 2019, se celebró, en Barcelona, la conferencia fundacional de la Liga Internacional Socialista (LIS), a la que asistieron representantes de Argentina, Brasil, Chile, Colombia, Nicaragua, Paraguay, Uruguay, Venezuela, España, Grecia, Turquía, Bielorrusia, Rusia y Ucrania. Además, enviaron saludos y su adhesión a la reunión desde Ecuador, Francia, Iran y Pakistan, estos últimos y los representantes del Líbano no pudieron asistir porque no les concedieron el visado
En diciembre de 2021, se celebró, en Buenos Aires, el 1º Congreso de la LIS con la participación de representantes de 25 países de los cinco continentes. Congreso, en el que se aprobaron los Estatutos de la LIS.
En marzo de 2023, se celebró, en Barcelona, el 2º Congreso de la LIS con la participación de delegados e invitados de 25 países de los cinco continentes.
En 2024 firmaba un acuerdo de colaboración y coordinación junto a la Liga por la Quinta Internacional y la Oposición Trotskista Internacional (internacional de la que era miembro el italiano Partido Comunista de los Trabajadores). En 2025 la OTI decide integrarse en la LIS.

## Campañas
Desde su fundación, la LIS ha llevado adelante una serie de campañas, con acciones y movilizaciones coordinadas en diversos países, recolección de firmas, fotos y videos de apoyo y colectas de donaciones, incluyendo: en solidaridad con los Chalecos Amarillos de Francia; en apoyo a la rebelión en Estados Unidos por el asesinato de George Floyd; por la libertad de Ali Wazir en Pakistán; contra la represión y persecución de dirigentes y activistas obreros en Venezuela; en apoyo a la revolución popular en Chile; en apoyo de la autodeterminación catalana;  “Un dólar/un euro por el Líbano” en apoyo al pueblo libanés tras la explosión en el puerto de Beirut; “la democracia es esencial” en apoyo al derecho de movilización en Australia; en apoyo al movimiento estudiantil y contra la persecución a activistas en Colombia; contra la represión y persecución en Rusia; contra la represión y en apoyo a la rebelión popular en Bielorrusia; por la autodeterminación del Sahara Occidental; por sistemas únicos públicos de salud ante la pandemia de COVID-19; contra la agresión turca en Rojava y la autodeterminación de Kurdistán.

## Publicaciones
La LIS publica la revista internacional Revolución Permanente y la página lis-isl.org con notas en español, inglés, francés, portugués, ruso, árabe y turco.

## Secciones nacionales
| País           | Nombre                                                        | Sitio                                                    |
| -------------- | ------------------------------------------------------------- | -------------------------------------------------------- |
| Argentina      | Movimiento Socialista de los Trabajadores                     | Movimiento Socialista de los Trabajadores                |
| Brasil         | Revolução Socialista                                          | Revolução Socialista                                     |
| Chile          | Movimiento Anticapitalista                                    | Movimiento Anticapitalista                               |
| Colombia       | Impulso Socialista - Grupo de Trabajadores Socialistas        | Impulso Socialista (Facebook) - El Trabajador Socialista |
| Costa Rica     | Partido Revolucionario de las Trabajadoras y los Trabajadores | Bandera Roja                                             |
| España         | Socialismo y Libertad                                         | SOL                                                      |
| Estados Unidos | International Socialist League                                | Facebook                                                 |
| Francia        | Ligue Internationale Socialiste                               | Instagram                                                |
| Italia         | Partido Comunista de los Trabajadores                         | Partito Comunista Dei Lavoratori                         |
| Líbano         | Movimiento de Jóvenes por el Cambio                           | Facebook                                                 |
| Nicaragua      | Alternativa Anticapitalista                                   | Facebook                                                 |
| Pakistán       | La Lucha                                                      | Asian Marxist Review                                     |
| Paraguay       | Alternativa Socialista                                        | Alternativa Socialista                                   |
| Ucrania        | Liga Socialista de Ucrania                                    | Facebook                                                 |
| Venezuela      | Marea Socialista                                              | Marea Socialista                                         |